# Vuurwerkramp in Paravur
De vuurwerkramp in Paravur vond plaats op zondag 10 april 2016 in de Indiase stad Paravur (district Kollam, deelstaat Kerala). Bij de ramp vloog tijdens een religieus festival een vuurwerkopslagplaats in brand. Er volgde een zware explosie, waarbij meer dan honderd doden en honderden gewonden vielen. De tempel waar het festival werd gehouden werd door de brand verwoest.

## Verloop
Het ongeluk gebeurde rond half vier 's nachts lokale tijd, tijdens het zeven dagen durende Vishu-festival. Hierin wordt het nieuwe jaar gevierd volgens de Malayalam kalender (een variant van de Indiase kalender). Op de laatste dag van het festival is er een traditionele vuurwerkwedstrijd ter ere van de godin Bhadrakali. Deze godin wordt in Kerala gezien als de gunstige en gelukkige incarnatie van de godin Kali, die het goede beschermt. In een gebouw nabij de Putingal Devi-tempel waren grote hoeveelheden vuurwerk opgeslagen voor de wedstrijd die op 14 april zou worden gehouden.
Op het moment van de ramp was een grote menigte in en rond de tempel verzameld. Door de aanwezigen werd vuurwerk afgestoken. Hierbij belandde een brandend stuk vuurwerk in de opslagplaats, waardoor een kettingreactie op gang kwam die leidde tot enkele grote explosies. Meer dan 100 mensen kwamen hierbij om het leven en meer 1000 mensen raakten gewond. De tempel werd compleet verwoest en brokstukken werden tot een kilometer ver weg geslingerd.

## Nasleep
Regeringsleider van Kerala, Oommen Chandy en ook de Indiase premier Narendra Modi bezochten de rampplek. Het vuurwerkevenement zou om veiligheidsredenen door de plaatselijke autoriteiten verboden zijn, maar onder druk van de toeschouwers toch zijn doorgegaan. Op 12 april werd bekend dat zes leden van het tempelbestuur zijn aangehouden. De deelstaatregering overwoog een vuurwerkverbod in te stellen.

De Putingal Devi-tempel in 2008